# Liste des monuments historiques de Bertem
Cette page regroupe l'ensemble des monuments classés de la ville belge de Bertem.
| Objet                                            | Statut du classement?                     | Année de construction/architecte | Section communale | Adresse                 | Coordonnées                      | Numéro d'inventaire | Illustration                              |
| ------------------------------------------------ | ----------------------------------------- | -------------------------------- | ----------------- | ----------------------- | -------------------------------- | ------------------- | ----------------------------------------- |
| (fr) Église Saint-Pierre de Bertem               | OB000146 · OB001292 · OB001326            |                                  | Bertem            | Groenendaal             | 50° 51′ 40″ nord, 4° 37′ 43″ est | 41501               | (fr) Église Saint-Pierre de Bertem        |
| (nl) Hoeve                                       | OB000148 · OB001326                       |                                  | Bertem            | Groenendaal 15          | 50° 51′ 41″ nord, 4° 37′ 42″ est | 41502               | Téléverser                                |
| (nl) Hoeve                                       | OB000148 · OB001326                       |                                  | Bertem            | Groenendaal 17          | 50° 51′ 41″ nord, 4° 37′ 42″ est | 41502               | (nl) Hoeve                                |
| (nl) Gesloten hoeve                              | OB000152 · OB000153                       |                                  | Bertem            | Blokkenstraat 12        | 50° 51′ 42″ nord, 4° 37′ 08″ est | 41503               | (nl) Gesloten hoeve                       |
| (nl) Gevelniskapelletje                          |                                           |                                  | Bertem            | Jozef Ginisstraat 6     | 50° 51′ 55″ nord, 4° 38′ 25″ est | 41504               | (nl) Gevelniskapelletje                   |
| (nl) Hoeve van het langgeveltype                 |                                           |                                  | Bertem            | Jozef Ginisstraat 12    | 50° 51′ 55″ nord, 4° 38′ 26″ est | 41505               | (nl) Hoeve van het langgeveltype          |
| (nl) Hoeve met losse bestanddelen                |                                           |                                  | Bertem            | Rotspoelstraat 1        | 50° 51′ 48″ nord, 4° 38′ 09″ est | 41507               | Téléverser                                |
| (nl) Hoeve langgeveltype                         |                                           |                                  | Bertem            | Ferd. Vanlaerstraat 9   | 50° 51′ 50″ nord, 4° 38′ 26″ est | 41508               | (nl) Hoeve langgeveltype                  |
| (nl) Pastorie van 1770                           | OB000976 · OB000977                       |                                  | Bertem            | Vossenstraat 4          | 50° 51′ 48″ nord, 4° 37′ 40″ est | 41510               | (nl) Pastorie van 1770                    |
| (nl) Parochiekerk Sint-Lambertus                 | OB000150 · OB000156 · OB000157 · OB001293 |                                  | Leefdaal          | Dorpstraat              | 50° 50′ 53″ nord, 4° 35′ 27″ est | 41511               | (nl) Parochiekerk Sint-Lambertus          |
| (fr) Chapelle Sainte-Vérone de Leefdaal          | OB000147                                  |                                  | Leefdaal          | Kapellestraat           | 50° 51′ 21″ nord, 4° 36′ 42″ est | 41512               | (fr) Chapelle Sainte-Vérone de Leefdaal   |
| (nl) Kasteel                                     |                                           |                                  | Leefdaal          | Boskee 9                | 50° 51′ 05″ nord, 4° 35′ 32″ est | 41513               | (nl) Kasteel                              |
| (nl) Kasteel                                     |                                           |                                  | Leefdaal          | Boskee 11               | 50° 51′ 05″ nord, 4° 35′ 32″ est | 41513               | (nl) Kasteel                              |
| (nl) Hoeve van het langgeveltype van 1859        |                                           |                                  | Leefdaal          | Dorpstraat 262          | 50° 51′ 25″ nord, 4° 36′ 36″ est | 41514               | (nl) Hoeve van het langgeveltype van 1859 |
| (nl) Hoeve                                       |                                           |                                  | Leefdaal          | Dorpstraat 516          | 50° 50′ 51″ nord, 4° 35′ 25″ est | 41515               | (nl) Hoeve                                |
| (nl) Herenhuis                                   |                                           |                                  | Leefdaal          | Dorpstraat 555          | 50° 50′ 44″ nord, 4° 35′ 16″ est | 41516               | (nl) Herenhuis                            |
| (nl) Kapelaanhuis, dubbelhuis                    | OB000157                                  |                                  | Leefdaal          | Kerkring 1              | 50° 50′ 55″ nord, 4° 35′ 29″ est | 41517               | (nl) Kapelaanhuis, dubbelhuis             |
| (nl) Woning met steekboogdeurtje                 |                                           |                                  | Leefdaal          | Kerkring 4              | 50° 50′ 54″ nord, 4° 35′ 25″ est | 41518               | (nl) Woning met steekboogdeurtje          |
| (nl) Kapel Onze-Lieve-Vrouw-van-Goede-Gezondheid | OB000149                                  |                                  | Leefdaal          | Puttebos                | 50° 50′ 19″ nord, 4° 34′ 07″ est | 41520               | Téléverser                                |
| (nl) Parochiekerk Sint-Bartholomeus              | OB000151 · OB000155                       |                                  | Korbeek-Dijle     | Korbeekse Kerkstraat    | 50° 50′ 22″ nord, 4° 38′ 28″ est | 41521               | (nl) Parochiekerk Sint-Bartholomeus       |
| (nl) Dorpswoning van 1759                        | OB000978                                  |                                  | Korbeek-Dijle     | Korbeekse Kerkstraat 10 | 50° 50′ 24″ nord, 4° 38′ 27″ est | 41522               | Téléverser                                |
| (nl) Vrijstaande woning, dubbelhuis              |                                           |                                  | Korbeek-Dijle     | Korbeekse Kerkstraat 18 | 50° 50′ 22″ nord, 4° 38′ 26″ est | 41524               | Téléverser                                |
| (nl) Hoeve "Bleyenberg" van 1810                 |                                           |                                  | Korbeek-Dijle     | Korbeekse Kerkstraat 36 | 50° 50′ 17″ nord, 4° 38′ 21″ est | 41526               | Téléverser                                |
| (nl) Hoeve "Bleyenberg" van 1810                 |                                           |                                  | Korbeek-Dijle     | Korbeekse Kerkstraat 38 | 50° 50′ 17″ nord, 4° 38′ 21″ est | 41526               | Téléverser                                |
| (nl) Hoeve "Bleyenberg" van 1810                 |                                           |                                  | Korbeek-Dijle     | Korbeekse Kerkstraat 40 | 50° 50′ 17″ nord, 4° 38′ 21″ est | 41526               | Téléverser                                |
| (nl) Augustijnerhoeve                            |                                           |                                  | Bertem            | Oude Bertembosstraat 19 |                                  | 211165              | Téléverser                                |